# Haplophyllum amoenum
Haplophyllum amoenum är en vinruteväxtart som först beskrevs av Oskar Schwartz, och fick sitt nu gällande namn av C. C. Townsend. Haplophyllum amoenum ingår i släktet Haplophyllum och familjen vinruteväxter. Inga underarter finns listade i Catalogue of Life.